# Anolis jubar
Espèce
Synonymes
- Anolis homolechis jubar Schwartz, 1968
- Norops jubar (Schwartz, 1968)
- Norops jubar balaenarum (Schwartz, 1968)
- Norops jubar cuneus (Schwartz, 1968)
- Norops jubar oriens (Schwartz, 1968)
- Norops jubar albertschwartzi (Garrido, 1973)
- Norops jubar gibarensis (Garrido, 1973)
- Norops jubar maisiensis (Garrido, 1973)
- Norops jubar santamariae (Garrido, 1973)
- Norops jubar yaguajayensis (Garrido, 1973)
- Norops jubar cocoensis (Estrada & Garrido, 1990)

Anolis jubar est une espèce de sauriens de la famille des Dactyloidae.

## Répartition
Cette espèce est endémique de Cuba.

## Description

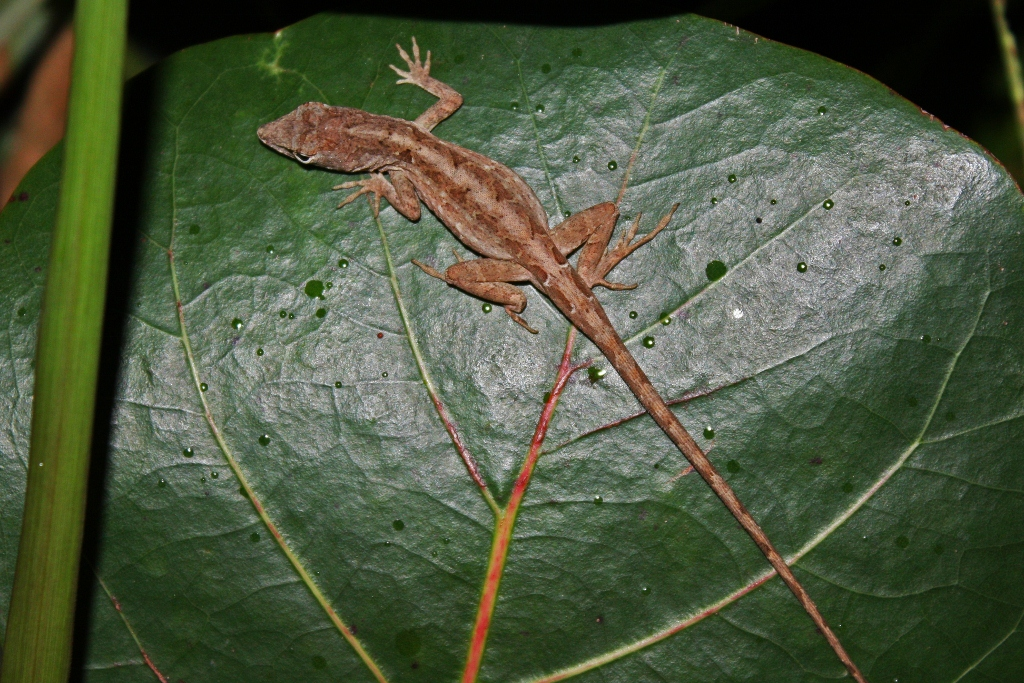

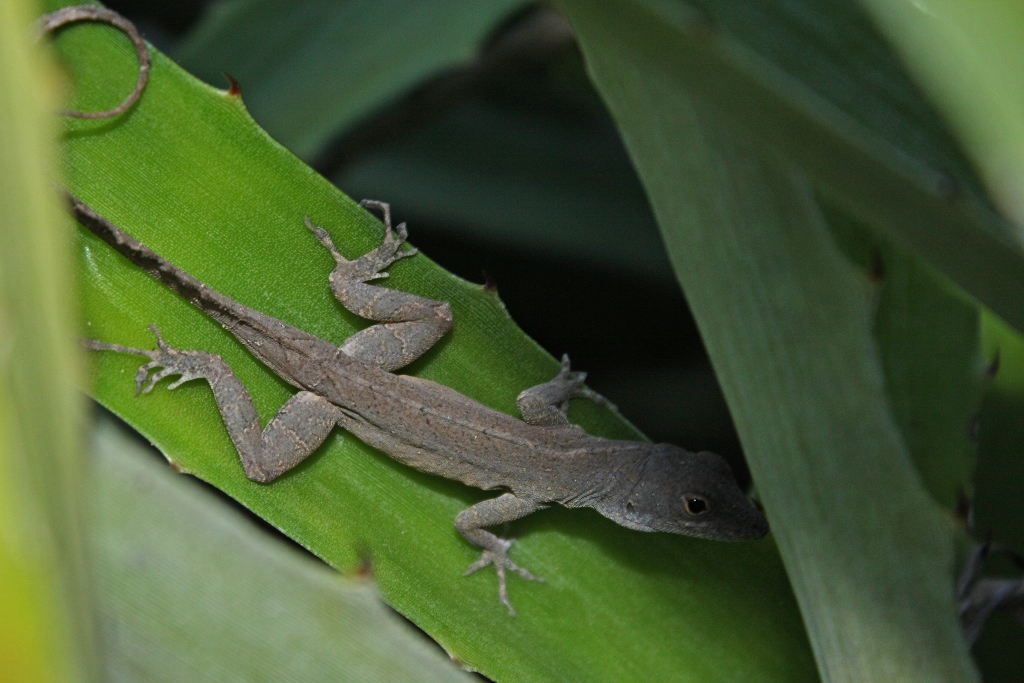

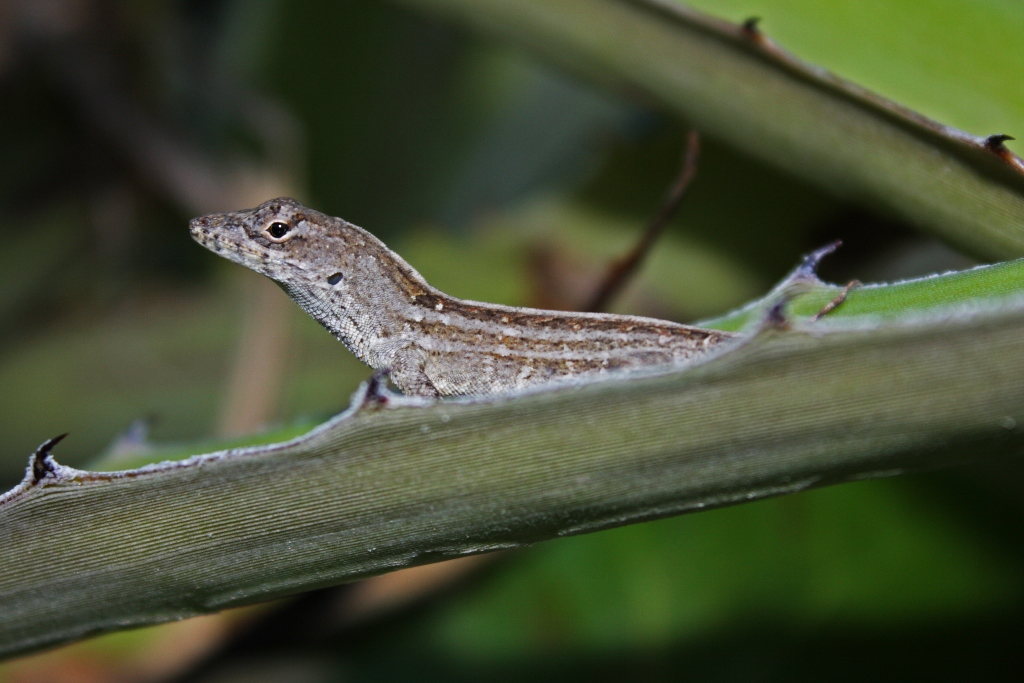

Les mâles mesurent jusqu'à 62 mm et les femelles jusqu'à 43 mm.

## Liste des sous-espèces
Selon The Reptile Database (17 décembre 2013) :
- Anolis jubar albertschwartzi Garrido, 1973
- Anolis jubar balaenarum Schwartz, 1968
- Anolis jubar cocoensis Estrada & Garrido, 1990
- Anolis jubar cuneus Schwartz, 1968
- Anolis jubar gibarensis Garrido, 1973
- Anolis jubar jubar Schwartz, 1968
- Anolis jubar maisiensis Garrido, 1973
- Anolis jubar oriens Schwartz, 1968
- Anolis jubar santamariae Garrido, 1973
- Anolis jubar yaguajayensis Garrido, 1973

## Publications originales
- Estrada & Garrido, 1990 : Nueva subespecie de Anolis jubar (Lacertilia: Iguanidae) para Cayo coco y la Loma de Cunagua, Ciego de Avila, Cuba. Revista Biologia, vol. 4, no 1, p. 71-79 (texte intégral).
- Garrido, 1973 : Distribución y variación de Anolis homolechis Cope (Lacertilia: Iguanidae) en Cuba. Poeyana, no 120, p. 1-68.
- Schwartz, 1968 : The Cuban lizards of the Anolis homolechis complex. Tulane Studies in Zoology, vol. 14, p. 140-184 (texte intégral).